# Pasquale Fornara
Pasquale Fornara (né le 29 mars 1925 à Borgomanero, dans la province de Novare, au Piémont et mort le 24 juillet 1990 dans la même ville) est un coureur cycliste italien.

## Biographie
Professionnel de 1949 à 1961, Pasquale Fornara détient le record de victoires sur le Tour de Suisse avec quatre succès. 
Il a également remporté le Tour de Romandie en 1956 et terminé sur le podium de deux grands tours : il a obtenu une troisième place derrière Fausto Coppi sur le Tour d'Italie 1953 et une deuxième place derrière Jean Stablinski sur le Tour d'Espagne 1958.

## Palmarès

### Palmarès année par année
- 1946
  - 2e du championnat de Lombardie sur route
- 1948
  - Coppa Caduti Nervianesi
- 1949
  - Tour des Trois Mers
  - 8e du Tour de Lombardie
- 1950
  - Milan-Modène
  - 2e du Tour du lac Léman
  - 10e du Tour de Suisse
- 1951
  - 2e du Tour du Piémont
  - 3e des Trois vallées varésines
  - 5e du Tour de Lombardie
  - 9e du Tour de Suisse
- 1952
  - Tour de Suisse :
    - Classement général
    - 5e (contre-la-montre) et 7e étapes

  - 18e étape du Tour d'Italie
- 1953
  - Tour d'Italie :
    -  Grand Prix de la montagne
    - 2e étape

  - 2e du Tour de Romandie
  - 2e du Grand Prix de Lugano
  - 3e du Tour d'Italie
  - 3e de la Coppa Placci
  - 4e du Challenge Desgrange-Colombo
  - 5e du Tour de Suisse
- 1954
  - Classement général du Tour de Suisse
  - 2e du Tour de Romandie
  - 2e du Grand Prix de Lugano
  - 2e du Grand Prix Martini
  - 3e du Tour de Toscane
  - 8e du Tour d'Italie
  - 10e du championnat du monde sur route
- 1955
  - 15e étape du Tour d'Italie (contre-la-montre)
  - 4e du Tour de France
  - 6e du Challenge Desgrange-Colombo
  - 7e du Tour d'Italie
  - 7e du championnat du monde sur route
- 1956
  - Tour de Romandie :
    - Classement général
    - 3eb étape (contre-la-montre)

  - 12e étape du Tour d'Italie (contre-la-montre)
  - 2e du Tour du Piémont
- 1957
  - Tour de Suisse :
    - Classement général
    - 5ea étape (contre-la-montre par équipes)

  - 8e du Tour d'Espagne
  - 8e du Tour d'Italie
- 1958
  - Tour de Suisse :
    - Classement général
    - 3e (contre-la-montre) et 6e étapes

  - 2e de Paris-Nice
  - 2e du Tour d'Espagne
  - 7e du Challenge Desgrange-Colombo
  - 9e du Tour d'Italie
  - 10e de Milan-San Remo
- 1959
  - 8ea étape du GP Cyclomotoristico

### Résultats sur les grands tours

#### Tour de France
2 participations
- 1955 : 4e
- 1956 : 24e

#### Tour d'Italie
13 participations
- 1949 : 28e
- 1950 : 12e
- 1951 : 11e
- 1952 : 31e, vainqueur de la 18e étape
- 1953 : 3e, vainqueur du  Grand Prix de la montagne et de la 2e étape,  maillot rose pendant deux jours
- 1954 : 8e
- 1955 : 7e, vainqueur de la 15e étape (contre-la-montre)
- 1956 : abandon, vainqueur de la 12e étape (contre-la-montre),  maillot rose pendant sept jours
- 1957 : 8e
- 1958 : 9e
- 1959 : 21e
- 1960 : 30e
- 1961 : abandon

#### Tour d'Espagne
3 participations
- 1957 : 8e
- 1958 : 2e
- 1960 : abandon (15e étape)